# Blauw-Wit in het seizoen 1957/58
Het seizoen 1957/1958 was het vierde jaar in het bestaan van de Amsterdamse betaaldvoetbalclub Blauw-Wit. De club kwam uit in de Eredivisie en eindigde daarin op de 13e plaats.

## Wedstrijdstatistieken

### Eredivisie
|       | ADO   | Ajax  | Amsterdam | BVV   | DOS   | Elinkwijk | Sportclub Enschede | Feijenoord | Fortuna '54 | GVAV  | MVV   | NAC   | NOAD  | PSV   | Rapid JC | Sparta | VVV   |
| ----- | ----- | ----- | --------- | ----- | ----- | --------- | ------------------ | ---------- | ----------- | ----- | ----- | ----- | ----- | ----- | -------- | ------ | ----- |
| Thuis | 3 – 2 | 2 – 1 | 1 – 1     | 1 – 2 | 2 – 2 | 1 – 1     | 1 – 0              | 1 – 4      | 3 – 3       | 2 – 3 | 1 – 3 | 1 – 1 | 1 – 2 | 6 – 3 | 1 – 0    | 0 – 0  | 4 – 1 |
| Uit   | 1 – 0 | 1 – 0 | 1 – 3     | 1 – 2 | 0 – 0 | 0 – 5     | 3 – 2              | 3 – 1      | 6 – 2       | 1 – 0 | 3 – 1 | 2 – 5 | 1 – 0 | 2 – 3 | 3 – 1    | 0 – 0  | 2 – 0 |

## Statistieken Blauw-Wit 1957/1958

### Eindstand Blauw-Wit in de Nederlandse Eredivisie 1957 / 1958
| Stand | Gespeeld | Gewonnen | Gelijk | Verloren | Punten | Doelpunten voor | Doelpunten tegen |
| ----- | -------- | -------- | ------ | -------- | ------ | --------------- | ---------------- |
| 13e   | 34       | 11       | 8      | 15       | 30     | 56              | 59               |

### Topscorers
| Competitie \| # \| Naam \| \| \| -------------------- \| ---------------- \| -- \| \| 1. \| Piet Koekebakker \| 16 \| \| 2. \| Erwin Sparendam \| 11 \| \| 3. \| Aad van der Zant \| 9 \| \| 4. \| Nico Engelander \| 5 \| \| 5. \| Herman Koers \| 4 \| \| 6. \| Jan Dahrs \| 3 \| \| 6. \| Kees Noomen \| 3 \| \| 8. \| Gerrie Althoff \| 1 \| \| 8. \| Karel Diehl \| 1 \| \| Onbekende doelpunten \| \| \| \| – \| Onbekend \| 3 \| \| Totaal \| Totaal \| 56 \| |                  |      |
| # | Naam             | Goal |
| 1. | Piet Koekebakker | 16   |
| 2. | Erwin Sparendam  | 11   |
| 3. | Aad van der Zant | 9    |
| 4. | Nico Engelander  | 5    |
| 5. | Herman Koers     | 4    |
| 6. | Jan Dahrs        | 3    |
| 6. | Kees Noomen      | 3    |
| 8. | Gerrie Althoff   | 1    |
| 8. | Karel Diehl      | 1    |
| Onbekende doelpunten |                  |      |
| – | Onbekend         | 3    |
| Totaal | Totaal           | 56   |

## Voetnoten
ADO ·
Ajax ·
Amsterdam ·
Blauw-Wit ·
BVV ·
DOS ·
Elinkwijk ·
Sportclub Enschede ·
Feijenoord ·
Fortuna '54 ·
GVAV ·
MVV ·
NAC ·
NOAD ·
PSV ·
Rapid JC ·
Sparta ·
VVV